# Oceana (Schiff, 1888)
Die Oceana (I) war ein 1888 in Dienst gestellter Passagierdampfer der britischen Reederei Peninsular and Oriental Steam Navigation Company (P&O), der im Passagier- und Postverkehr von Großbritannien nach Australien und später Indien eingesetzt wurde. Am 16. März 1912 sank das Schiff in der Straße von Dover nach der Kollision mit der deutschen Viermastbark Pisagua. 17 Menschen kamen dabei ums Leben.

## Das Schiff
Das 6.610 BRT große Dampfschiff Oceana wurde auf der Werft Harland & Wolff in der nordirischen Hafenstadt Belfast gebaut und lief am 17. September 1887 vom Stapel. Die Fertigstellung erfolgte am 26. Februar 1888. Das 142,75 Meter lange und 15,88 Meter breite Schiff hatte vier Masten, zwei Schornsteine und einen Einzelpropeller. Sie war das baugleiche Schwesterschiff der Arcadia (I) (ebenfalls 6610 BRT), die kurz nach ihr fertiggestellt wurde. Die Oceana wurde von einer dreizylindrigen Dreifachexpansions-Dampfmaschine angetrieben, die 2000 PS leistete und eine Geschwindigkeit von 15 Knoten ermöglichte.
Das Schiff war zur Beförderung von 250 Passagieren der Ersten Klasse und 160 der Zweiten Klasse ausgelegt. Am 19. März 1888 lief die Oceana in London zu ihrer Jungfernfahrt nach Melbourne und Sydney via Colombo (Ceylon) aus. Ihre letzte Fahrt auf dieser Route begann am 12. Mai 1905. Danach wurde sie auf die Route von London nach Bombay umgesetzt.

## Untergang
Am 15. März 1912 legte die Oceana unter dem Kommando von Kapitän Thomas H. Hyde in Tilbury zu einer weiteren Überfahrt nach Bombay ab. An Bord waren 220 Besatzungsmitglieder, 41 Passagiere (21 Männer, 18 Frauen und zwei Kinder), der Lotse Clifford Penny sowie Gold- und Silberbarren im Wert von 747.110 Pfund Sterling. Am Tag nach der Abfahrt dampfte die Oceana bei fast voller Geschwindigkeit durch ruhige See. In entgegengesetzter Richtung näherte sich die Pisagua, eine 2.850 BRT große Viermastbark der deutschen Reederei F. Laeisz, die sich auf dem Weg von Mejillones nach Hamburg befand. Die Pisagua fuhr unter vollem Segel bei einer Geschwindigkeit von fast 20 Knoten.
Die beiden Schiffe waren noch etwa eine halbe Meile voneinander entfernt, als sie sich gegenseitig sichteten. Der Kapitän der Pisagua gab ein Leuchtsignal, welches an Bord der Oceana vom Dienst habenden Leitenden Offizier erkannt wurde. Dieser gab daraufhin die Order, das Steuerruder nach Backbord zu drehen. Der Lotse, der sich zu diesem Zeitpunkt noch an Bord befand, kam aus dem Kartenhaus auf die Brücke und erkannte, dass dieses Manöver nicht ausreichen würde. Er rief „Hart Backbord“, aber bevor sich die Oceana aus dem Kurs der Pisagua bringen konnte, bohrte sich deren Bug in die Backbordseite des Dampfschiffs und hinterließ dort ein großes Loch. Die Kollision ereignete sich vier Seemeilen vor Beachy Head.
Die Pisagua driftete mit eingedrücktem Bug und eingestürztem Vordermast ab. An Bord der Oceana wurden die wasserdichten Schotts geschlossen und Kapitän Hyde befahl das Klarmachen der Rettungsboote. Da die Oceana während des Untergangs aber immer noch Fahrt machte, kenterte eines der Boote und zehn Besatzungsmitglieder und sieben Passagiere, darunter drei Frauen und ein Baby, ertranken. Die meisten Personen wurden von der Kanalfähre Sussex an Bord genommen, die den Notruf der Oceana empfangen hatte.
Die Oceana wurde von dem Schlepper Alert aus Newhaven ins Schlepptau genommen, entwickelte aber eine Schlagseite und sank gegen 22 Uhr mit dem Bug voran. Sie ging in der Nähe des Seebads Eastbourne in seichten Gewässern unter, sodass ihre Masten nach dem Untergang aus dem Wasser ragten. Innerhalb der folgenden 10 Tage konnte der Großteil der Barren von Bergungstauchern aus dem Wrack geborgen werden. Im Juli 1912 wurde das Wrack gesprengt, da es eine Gefahr für die Schifffahrt darstellte.